# 格奥尔基·帕纳
格奥尔基·帕纳（羅馬尼亞語：Gheorghe Pană；1927年4月9日—），罗马尼亚共产党中央政治执行委员会委员，罗马尼亚政府副总理。

## 生平
1927年，出生于罗马尼亚普拉霍瓦县盖尔基察乡盖尔基察村的农民家庭。
1941年，在罗马尼亚-美利坚炼油厂当学徒工。
1944年，加入罗马尼亚共产主义青年联盟。
1947年，加入罗马尼亚共产党，任普洛耶什蒂一所职业学校的体育指导员。
1948年，在罗马尼亚共产主义青年联盟中央团校学习，后任罗马尼亚劳动青年联盟中央宣传鼓动部指导员。
1949年，在罗马尼亚工人党中央委员会“安德烈·亚历山德罗维奇·日丹诺夫”社会科学院学习，后任罗马尼亚劳动青年联盟中央高等教育部副部长。
1951年，任罗马尼亚工人党中央委员会对外关系部处长。
1957年，再任罗马尼亚工人党中央委员会对外关系部处长。
1958年，被增选为罗马尼亚工人党布加勒斯特市委委员，任市党委宣传鼓动部部长。
1959年，任罗马尼亚工人党布加勒斯特市委员会书记处书记，分管宣传工作。
1964年，任罗马尼亚工人党中央宣传鼓动部副部长。
1966年，任罗马尼亚共产党布拉索夫县委员会第一书记兼布拉索夫县人民委员会执行委员会主席。
1969年，任罗马尼亚社会主义共和国国务委员会委员。8月，为罗共中央委员、中央政治执行委员会委员、常设主席团委员、中央书记处书记，分管组织工作和工、青、妇等群众团体。
1970年，任罗马尼亚社会主义共和国国防委员会委员。
1973年，任经济和社会组织委员会主席。
1975年，被解除党中央委员会书记职务，任罗马尼亚总工会中央理事会主席。
1976年，任日用消费品生产协调委员会副主席。
1977年，任罗马尼亚社会主义共和国政府劳动部长。8月，武力镇压“日乌河谷矿工罢工事件”。
1978年，任全国劳动人民委员会生活水平、劳动条件和社会事务委员会主席。
1979年，任罗马尼亚共产党布加勒斯特市委员会第一书记兼布加勒斯特市人民委员会执行委员会主席。
1985年，当选为罗马尼亚社会主义共和国国务委员会副主席。12月，任食品工业和农产品收购部部长。
1986年，任罗马尼亚社会主义共和国人民委员会事务委员会主席，负责统筹、协调人民政权建设。
1989年，罗马尼亚革命，被逮捕。
1990年，被释放。
1992年，再次入狱，判处有期徒刑11年。
1994年，总统签署特赦令，获得赦免。
2006年，出版回忆录。